# Rádio Mantiqueira
A Rádio Mantiqueira, conhecida apenas como Mant, é uma emissora de rádio da cidade de Cruzeiro, no estado de São Paulo. Opera nas frequências de 550 kHz AM e 100.7 MHz FM. É a rádio mais antiga do Vale do Paraíba, fundada em 1934. Em 1950, transmitiu a final da Copa do Mundo de 1950, realizada no Estádio do Maracanã, no Rio de Janeiro, entre Brasil e Uruguai.

## História
A Rádio Mantiqueira é a primeira emissora de rádio do Estado de São Paulo e a sexta do Brasil. A termo de comparação, a Rádio Mantiqueira é mais antiga que a Rádio Nacional (hoje Rádio Globo, do Rio de Janeiro), que foi um marco na história do rádio brasileiro.
A vasta história da Rádio Mantiqueira, fundada por Guilherme Turner, começa em 1934, quando Cruzeiro tinha apenas 33 anos de emancipação político-administrativa e ainda era impulsionada pelos ferroviários.
Em 24 de agosto de 1934, a emissora entrava no ar em caráter experimental, funcionando a contento por alguns meses. Após uma pane, que a tirou do ar por algum tempo, passou por profunda remodelação, culminando em um crescimento vultoso.
Numa época em que o rádio ainda era uma novidade no continente, Nicoli e Barrelli, que atuavam como operadores de áudio, faziam das “tripas coração” para que a programação – eminentemente musical – chegasse aos raros receptores existentes no município.
Com raio de ação limitado, o fundador, Guilherme Turner, contou com o apoio de Melitão José de Castro Souza, então diretor da Rede Sul Mineira, para a construção da primeira torre de transmissão de sinais.
O singelo prédio da Rádio Mantiqueira ficava quase na esquina da rua Dom Bosco (Rua 9) com a rua Major Hermógenes, próximo à Santa Casa de Misericórdia de Cruzeiro. Ali, numa pequena sala, ocorreram as primeiras e históricas transmissões que, bem mais tarde, dariam origem à Rádio Sociedade Mantiqueira, a PRG-6.
O escritor e poeta Vasco de Castro Lima, natural de Lavrinhas-SP, foi o primeiro locutor da emissora. O escritor considerou “atos de bravura e pioneirismo” a ação do empresário Guilherme Turner e dos auxiliares Olívio Nicoli e Vitor Barrelli, em abrir uma rádio na cidade. Ainda levariam algumas décadas para que outras emissoras se efetivassem no Vale do Paraíba.
A Rádio Mantiqueira possui hoje duas estações de radiofonia: Sistema AM (Amplitude Modulada), com autorização de funcionamento para 5.000 KWZ de potência; e Sistema FM (Frequência Modulada), com autorização de funcionamento de 10.000 KHZ de potência.
Seus transmissores estão instalados em um parque de sua propriedade na estrada velha Cruzeiro/Pinheiros. Ambas as emissoras são mantidas pela Fundação Cruzeirense de Jornalismo e Radiodifusão.

### Programas e profissionais que fizeram história
Impossível falar da Rádio Mantiqueira sem lembrar-se de Machado Sobrinho com “O Ouvinte é Quem Manda” e de Jair Batista de Oliveira (Jájá), com o “Ranchinho do Jajá”.
Também há de se ressaltar o “Águia Solitária”, programa da saudosa e carismática Sandra Von Becker, que fez sucesso nas madrugadas da Mant FM.  Posteriormente, um racionamento de energia obrigou a sua mudança para sábado à tarde.
Há programas cujo sucesso perdura até hoje, entre eles: “Clima da Manhã”, com Beto Willians, na FM; “Comunicação Total”, com José Edson, na AM; “Cleyton Especial”, com Cleyton, na AM; “Jornal das 7”, com Carlos Coelho, no AM; “Jornal Verdade”, criação de Evando Machado.  
Destacam-se também o trabalho desenvolvido por Adilson Martins, Marcelo de Elias, Tânia Eloisa e Jorge Luiz, entre outros.

### Façanhas e proezas da Rádio Mantiqueira
Desafiando as dificuldades técnicas e os poucos equipamentos de que dispunha, a equipe de funcionários da Rádio Mantiqueira tomou uma decisão, em 1950, que, a princípio, parecia loucura: transmitir o jogo entre Brasil e Uruguai, direto do Maracanã, no Rio de Janeiro, válido pela final da Copa do Mundo.
Os brasileiros perderam o que seria seu primeiro título no futebol mundial, mas, em meio ao olhar triste e perplexo de milhares de cariocas, os repórteres Roberto Guarany, Carlos Coelho, Silvio Rhodes e Lair Ramos da Silva comemoravam o grande feito. Tinham entrado para a história do rádio vale-paraibano como os protagonizadores de uma façanha, até então, dificílima para a rádio.
Os profissionais nem mesmo sabiam se o som estava chegando a Cruzeiro. Naquela época, não havia retorno. O sistema de comunicação ainda tinha muito a evoluir, embora confidências davam conta de que o técnico de som que acompanhava a equipe para providenciar o retorno do som improvisado, havia exagerado no álcool e a transmissão fora feita a seco, sem saber se o som estava chegando a Cruzeiro. Quando da volta à cidade, mesmo perdendo a Copa, a equipe da Rádio Mantiqueira fora recebida como heroína pela proeza.
Em 1986, uma equipe da Rádio Mantiqueira juntou-se à equipe da Rede Globo e ao Corpo de Bombeiros e saíram, sigilosamente, num domingo, às 4 horas da madrugada, rumo ao Focinho do Cão, na Serra da Mantiqueira, onde, segundo relatos, desaparecera um avião Votec, com 6 geólogos e 2 tripulantes, que faziam prospecção sobre a existência de urânio no local.
Permaneceram na Serra da Mantiqueira por 4 dias, quando um dos guias sofrera um enfarte e a busca ao avião da Votec fora abortada. Até hoje, nada se sabe do intrigante acidente.
Anos depois, mais uma façanha: durante quase 1 mês, a reportagem da Rádio Mantiqueira, com Paulo Antonio, esteve no Pico dos Marins,  divisa com  o Estado de Minas Gerais, na Serra da Mantiqueira, quando bombeiros e voluntários procuravam pelo escoteiro Marcos Aurélio que havia sumido nas imediações. Duas vezes por dia,  Paulo Antonio, do Pico dos Marins, diretamente com o rádio da viatura de reportagem, passava boletins informativos para a Rádio Mantiqueira, relatando o resultado da operação que durou dias. Também nada se sabe do paradeiro do escoteiro Marcos Aurélio, mas a Mantiqueira estava presente.
Por ocasião dos 500 anos do Descobrimento do Brasil, em 2000, a Rádio Mantiqueira transmitiu, em cadeia com a Rádio Horizonte de Portugal, um programa - via Embratel - com oito horas de duração, tendo João Palmeira como âncora, em Lisboa. No estúdio da Rádio Mantiqueira FM, revezaram-se Cleyton e Sandra Von Becker.
A Rádio Mantiqueira foi e continuará sendo uma escola a formar renomados profissionais para a radiofonia cruzeirense e regional. Há de se enaltecer aqueles que deram suas vidas para o engrandecimento da emissora, em uma homenagem póstuma: Dr. Orlando Freire, Dr. Tarcisio Teixeira, Sr. Carlos Reimer, Eduardo Carvalho, Jair Batista de Oliveira (Jajá), Machado Sobrinho, Getulio Machado, João Araújo, Vasco de Castro Lima, Chico Onofre, Luiz Pinheiro, Décio Luiz, Ubirajara Ramos, Sandra Von Becker , Sr. Felipe (motorista), Luciana Pereira, Joaquim Pereira e tantos outros, sem nos esquecermos dos fundadores Guilherme Turner, Romualdo Canevari e Olívio Nicoli.

## Ligações Externas
- Site da Mantiqueira FM
- Site da Mantiqueira AM
- Ouça a Mantiqueira FM
- História da Rádio Mantiqueira AM/FM